# Canton du Quesnoy-Ouest
Le canton du Quesnoy-Ouest est une ancienne division administrative française, située dans le département du Nord et la région Nord-Pas-de-Calais.
À la suite du redécoupage cantonal de 2014, le canton est supprimé.

## Composition
Le canton de Le Quesnoy-Ouest se composait d’une fraction de la commune de Le Quesnoy et de treize autres communes. Il compte 13 145 habitants (population municipale) au 1er janvier 2012.
| Nom                    | Code Insee | Intercommunalité     | Population (dernière pop. légale)             |
| ---------------------- | ---------- | -------------------- | --------------------------------------------- |
| Le Quesnoy (chef-lieu) | 59481      | CC du Pays de Mormal | Fraction : 2 249(2012) Commune : 5 003 (2014) |
| Bry                    | 59116      | CC du Pays de Mormal | 411 (2014)                                    |
| Eth                    | 59217      | CC du Pays de Mormal | 326 (2014)                                    |
| Frasnoy                | 59251      | CC du Pays de Mormal | 366 (2014)                                    |
| Gommegnies             | 59265      | CC du Pays de Mormal | 2 280 (2014)                                  |
| Jenlain                | 59323      | CC du Pays de Mormal | 1 109 (2014)                                  |
| Maresches              | 59381      | CC du Pays de Mormal | 859 (2014)                                    |
| Orsinval               | 59451      | CC du Pays de Mormal | 549 (2014)                                    |
| Preux-au-Sart          | 59473      | CC du Pays de Mormal | 299 (2014)                                    |
| Sepmeries              | 59565      | CC du Pays de Mormal | 678 (2014)                                    |
| Villereau              | 59619      | CC du Pays de Mormal | 977 (2014)                                    |
| Villers-Pol            | 59626      | CC du Pays de Mormal | 1 227 (2014)                                  |
| Wargnies-le-Grand      | 59639      | CC du Pays de Mormal | 1 067 (2014)                                  |
| Wargnies-le-Petit      | 59640      | CC du Pays de Mormal | 768 (2014)                                    |

## Histoire: conseillers généraux de 1833 à 2015
- De 1833 à 1848, les cantons de Landrecies, Le Quesnoy-Est et Le Quesnoy-Ouest avaient le même conseiller général. Le nombre de conseillers généraux par département était limité à 30[2].

| Date d'élection   | Identité                                              | Parti              | Qualité |
| ----------------- | ----------------------------------------------------- | ------------------ | --- |
| 1833-1844         | François Joseph Baillion                              |                    | Propriétaire, maire du Quesnoy |
| 1844-1848         | Hippolyte Piette                                      |                    | Propriétaire, juge de paix, adjoint au Maire du Quesnoy                                                                                       |
| 1848-1851 (décès) | André Joseph Locqueneux                               |                    | Général de brigade en retraite au Quesnoy |
| 1851-1868 (décès) | Baron Joseph de L'Épine                               | Légitimiste        | Député du Nord (1827-1830) Maire du Quesnoy, Propriétaire à Wargnies-le-Petit                                                                 |
| 1868-1892         | Baron Ferdinand Ernest de l'Épine (fils du précédent) | Droite             | Propriétaire à Wargnies-le-Petit |
| 1892-1904         | Jean-Baptiste Carlier-Rousseau                        | Rad.               | Cultivateur, Maire de Villers-Pol |
| 1904-1919         | Joseph Dehove                                         | Radical-socialiste | Meunier Adjoint au maire de Preux-au-Sart Député du Nord (1906-1910), Sénateur du Nord (1914-1924)                                            |
| 1919-1928         | Jules Carlier-Caffieri (fils de J.B.Carlier-Rousseau) | Gauche radicale    | Député du Nord (1926-1932) Maire de Villers-Pol                                                                                               |
| 1928-1940         | Alfred Lacourt                                        | Radical-socialiste | Entrepreneur de travaux publics, agriculteur, Maire de Villereau-Herbignies Député du Nord (1932-1936) Nommé conseiller départemental en 1943 |
|                   |                                                       |                    | |
| 1945-1951         | Albert Verdure (1906-1988)                            | SFIO               | Professeur Maire du Quesnoy (1969-1977) |
| 1951-1958         | Eugène Maillard                                       | RPF puis RS        | Maire du Quesnoy (1947-1953) |
| 1958-1976         | Paul Bécue                                            | UNR puis UDR       | Agriculteur, Maire d'Eth, Député du Nord (1958-1967)                                                                                          |
| 1976-2001         | Adolphe Lemaire (1930-2017)                           | PS                 | Contremaître chez Vallourec Maire de Maresches (1965-2001) Député-suppléant                                                                   |
| 2001-2015         | René Locoche                                          | DVD                | Ingénieur Maire de Villers-Pol (1977-2013) |

## Conseillers d'arrondissement (de 1833 à 1940)
| Période           | Période      | Identité                             | Étiquette | Qualité |
| ----------------- | ------------ | ------------------------------------ | --------- | --- |
| 1833              | 1845         | Désiré Joseph Carpentier (1793-1848) |           | Propriétaire, maire de Villers-Pol                                                                          |
| 1845              | 1848         | M. Honoré                            |           | Juge de paix au Quesnoy                                                                                     |
|                   |              |                                      |           | |
| 1871              | 1879 (décès) | Thomas Manesse (1811-1879)           |           | Propriétaire à Frasnoy                                                                                      |
|                   |              |                                      |           | |
| 1895              | 1904         | Joseph Dehove                        | Radical   | Meunier, adjoint au maire de Preux-au-Sart                                                                  |
| 25 septembre 1904 | 1925         | Gustave Crasquin                     | Radical   | Agriculteur, maire de Frasnoy                                                                               |
| 1925              | 1931         | Edmond Dechy (1865-1945)             | Radical   | Médecin à Herbignies-Villereau                                                                              |
| 1931              | 1937         | Basile Laurent                       | Rad.ind.  | Directeur d'école publique retraité, Orsinval                                                               |
| 1937              | 1940         | Henri Weibel                         | SFIO      | Chapelier Ancien adjoint au maire du Quesnoy                                                                |
| 1940              |              |                                      |           | Les conseils d'arrondissement ont été suspendus par la loi du 12 octobre 1940 et n'ont jamais été réactivés |

## Démographie
| 1962 | 1968 | 1975 | 1982 | 1990   | 1999   | 2006   | 2011   | 2012   |
| ---- | ---- | ---- | ---- | ------ | ------ | ------ | ------ | ------ |
| -    | -    | -    | -    | 11 973 | 12 287 | 12 596 | 13 003 | 13 145 |

### Pyramide des âges
Comparaison des pyramides des âges du Canton du Quesnoy-Ouest et du département du Nord en 2006
| Hommes | Classe d’âge   | Femmes |
| ------ | -------------- | ------ |
| 0,1    | 90 ans et plus | 0,5    |
| 4,2    | 75 à 89 ans    | 7,4    |
| 10,8   | 60 à 74 ans    | 11,7   |
| 23     | 45 à 59 ans    | 22,2   |
| 23,4   | 30 à 44 ans    | 23     |
| 16,8   | 15 à 29 ans    | 15,2   |
| 21,7   | 0 à 14 ans     | 19,9   |

| Hommes | Classe d’âge   | Femmes |
| ------ | -------------- | ------ |
| 0,2    | 90 ans et plus | 0,8    |
| 4,3    | 75 à 89 ans    | 7,9    |
| 10,3   | 60 à 74 ans    | 11,9   |
| 19,7   | 45 à 59 ans    | 19,4   |
| 21,1   | 30 à 44 ans    | 20,1   |
| 22,6   | 15 à 29 ans    | 21     |
| 21,6   | 0 à 14 ans     | 19     |